# Ferdinandusa scandens
Ferdinandusa scandens là một loài thực vật có hoa trong họ Thiến thảo. Loài này được Ducke mô tả khoa học đầu tiên năm 1922.